# Palpusia
Palpusia is een geslacht van vlinders uit de familie van de grasmotten (Crambidae), uit de onderfamilie van de Spilomelinae. De wetenschappelijke naam van dit geslacht is voor het eerst voorgesteld door Hans Georg Amsel in een publicatie uit 1956.

## Soorten
- Palpusia coenulentalis (Lederer, 1863)
- Palpusia eurypalpalis (Hampson, 1912)
- Palpusia fulvicolor (Hampson, 1917)
- Palpusia glaucusalis (Walker, 1859)
- Palpusia goniopalpia (Hampson, 1912)
- Palpusia plumipes (Dognin, 1905)
- Palpusia ptyonota (Hampson, 1912)
- Palpusia squamipes Amsel, 1956
- Palpusia subcandidalis (Dognin, 1905)
- Palpusia terminalis (Dognin, 1910)